# Alberto de Namur
Alberto de Namur, Conde de Jaffa desde 1122 a 1123. Fue hijo de Alberto III, Conde de Namur, e Ida de Sajonia.
Después de la muerte de Hugo I de Jaffa se casó con su viuda, Mabel de Roucy, hija de Ebles II, Conde de Roucy, y gobernó Jaffa hasta la mayoría de edad del verdadero heredero Hugo II de Jaffa.
- Datos: Q431642